# SN 2007sd
SN 2007sd – supernowa typu II-P odkryta 11 listopada 2007 roku w galaktyce A033200-0039. W momencie odkrycia miała maksymalną jasność 21,00m.